# 黒鷲旗全日本男女選抜バレーボール大会
黒鷲旗 JVA 全日本バレーボール選抜大会（くろわしきぜんにほんせんばつバレーボールたいかい）は、毎年5月初めに日本の大阪府大阪市で行われるバレーボール大会。主催は、日本バレーボール協会と毎日新聞社（大阪本社所管事業）。主管は大阪府バレーボール協会。大会名の通り「黒鷲旗」と呼ばれる優勝旗を懸けて争う。
日本のバレーボール大会では、平年各クラブチームでの戦いの1年の総決算となる。しかし2024-25シーズンからSVリーグファイナルが5月開催となるため、現行形式での開催は2025年で終了となる。2025年大会はSVリーグ所属チームは出場しない。

## 創設の経緯
創設当時のバレーボールは、まだマスコミに取り上げられる機会も少なく、これを憂いた日本バレーボール協会の幹部・高橋哲雄が、当時盛んだった都市対抗野球大会を見て、バレーを都市対抗のように盛んに出来ないものかと、飲み友達だった毎日新聞大阪本社のバレー担当記者だった大村至信に働きかけ、関西でバレーの大会の創設が決まった。当時の日本バレーボール協会の幹部はほとんど大阪に居住していた。高橋が「都市対抗野球の優勝旗が『黒獅子旗』なら、バレーは『黒鷲旗』にしよう」と提案した。1951年夏から具体的な準備が始まり、1952年元旦の毎日新聞一面に「毎日新聞大阪本社70周年記念事業として第一回大会を開く」と社告が掲載された。松平康隆は「私もあの広告を見て、バレーをもう少し続けてみようという気になりました。あれを見なかったらバレーと長く関わることはなかったと思います」と述べている。当時、鐘紡、倉紡、東洋紡、日紡（ユニチカ）といった紡績会社が女子バレーに力を入れ、いずれも大阪に本拠を置いていたことから、大阪ならバレーの大会を盛り上げることが出来るという計算があった。

## 歴史
- 1952年 - 毎日新聞創刊70周年記念事業として、『全日本都市対抗バレーボール優勝大会』の名称で第1回大会が開催される。東京で人気を博していた、都市対抗野球大会に対抗して作られた[3]。多くの観客が収容できる体育館は当時はなく[3]、テニスの大会終了後、大阪プールのプールの水を抜き、土を入れたコートを使用した[3]。出場チームは男女各16チーム。9人制バレーボール大会であった。
- 1953年 - 第2回大会から会場を大阪府立体育館（現在の大阪府立体育会館、エディオンアリーナ大阪）に移す[3]。
- 1957年 - 男子優勝チームの八幡製鉄が台湾に派遣される。
- 1962年 - 第11回大会から6人制大会に移行[3]。1960年にプレ大会、1961年に第1回大会として開催された全日本実業団選手権（6人制）と併催になる。（1983年まで）
- 1968年 - 韓国から男女1チーム、台湾から男子1チームが参加。
- 1976年 - 若鷲賞が創設される。
- 1980年 - 女子はアメリカ・コロラドスプリング市が優勝、初の日本国外のチームが優勝する。
- 1981年 - 大会名を『全日本都市対抗バレーボール選手権大会』に改称する。
- 1984年 - 大会名を『黒鷲旗全日本バレーボール男子・女子選手権大会』に改称する。大学生チームが初参加。参加チームは男女各32チームとなる。
- 1985年 - 大阪府立体育館の改築で、会場が大阪市中央体育館に移る。
- 1986年 - 大阪城ホールで開催される。
- 1987年 - 会場が新築された大阪府立体育会館に戻る。
- 1988年 - 高校生チームが初参加。
- 1996年 - Vリーグで授与していた天皇杯・皇后杯を優勝チームに授与することとなり、大会名を『天皇杯・皇后杯黒鷲旗全日本バレーボール選手権大会』に改称する。
- 2005年 - クロッキー賞を新設（2006年まで）。
- 2007年 - 新大会『天皇杯・皇后杯全日本バレーボール選手権大会』の新設に伴い、『黒鷲旗全日本男女選抜バレーボール大会』にリニューアルされた。『全日本選手権』としての大阪での決勝は、2006年の第55回記念大会が最後となる。『黒鷲旗』は参加チームを男女16チームとする。
- 2013年 - 第62回大会の1日目で、練習中にレシーブで床に飛び込んだ選手にコートから剥がれた細長い木片が腹部につき刺さるアクシデントが起こった[4]。
- 2014年 - 大阪府立体育会館の改修工事の為、会場が大阪市中央体育館（丸善インテックアリーナ大阪）に移る。以降、同体育館での開催が続いている。
- 2015年 - 女子・JTマーヴェラスが優勝したが、V・チャレンジリーグ所属チームの優勝は史上初[5]。
- 2020年 - 新型コロナウイルス感染症の流行を考慮して、史上初の大会中止の措置が執られた[6][7]
- 2021年 - 2年振りの開催に向けて準備を進めていたが、4月21日に、新型コロナウイルス感染症流行の影響により2年連続となる大会中止が発表された[8]。当年度の大会は開催が予定されていたため、第69回大会としてカウントされることとなり、同大会に出場予定だったチームは通算出場回数が同大会分もカウントされた[9]。
- 2022年 - 第70回大会として3年振りに開催された。

## 競技方式

### 出場枠
本大会に出場できるのは男女各16チームで、出場チームは大会前に開催される選考委員会によって確定する。
| カテゴリ           | 男子出場枠 | 女子出場枠 |
| ------------------ | ---------- | ---------- |
| V.LEAGUE DIVISION1 | 10         | 11         |
| V.LEAGUE DIVISION2 | 1          | -          |
| 大学チーム         | 4          | 3          |
| 高校チーム         | 1          | 2          |

### 試合形式
以前は完全なトーナメントだったが、2003年から一部方式を変えた。前半2日間はグループリーグ(4チーム×8組)を行う。但しVリーグ（現プレミアリーグ）・V1リーグ（現チャレンジリーグ）所属のチームとそれ以外のチームとで2チームずつ入るようにし、同じカテゴリーのチームとの直接対決をしない対抗戦方式で2試合を行い、各組第2位までの16チームが後半4日間の決勝トーナメントにコマを進める。
2007年から出場チーム数削減に伴い、前半3日間はグループリーグ(4チーム×4組)を行い、各組1位が2日間の決勝トーナメントにコマを進める。
2012年現在、前半3日間はグループリーグ(4チーム×4組)を行い、各組上位2チームが3日間の決勝トーナメントにコマを進める。
コートは、グループリーグは4面コート、準々決勝は2面コート、準決勝以降は、センターコートで実施する。

## 表彰項目
- 黒鷲賞（最高殊勲選手賞） - 1981年創設
- 敢闘賞 - 1981年創設
- 若鷲賞（新人賞） - 1976年創設
- ベストリベロ賞 - 1999年創設
- クロッキー賞 - 人気投票を行い選出される。2005年創設、2006年を以て廃止。
- ベスト6 - 1985年創設

## 歴代優勝/準優勝チーム
| 回 | 年度   | 男子                                     | 男子                                     | 女子                                     | 女子                                     |
| 回 | 年度   | 優勝                                     | 準優勝                                   | 優勝                                     | 準優勝                                   |
| -- | ------ | ---------------------------------------- | ---------------------------------------- | ---------------------------------------- | ---------------------------------------- |
| 1  | 1952年 | 八幡製鉄                                 | 兵庫クラブ                               | 倉紡万寿                                 | 鐘紡四日市                               |
| 2  | 1953年 | 八幡製鉄                                 | 東レ九鱗会                               | 日紡足利                                 | 倉紡万寿                                 |
| 3  | 1954年 | 日本鋼管                                 | 住金小倉                                 | 鐘紡四日市                               | 鐘紡淀川                                 |
| 4  | 1955年 | 日本鋼管                                 | 住金小倉                                 | 倉紡倉敷                                 | 倉紡津                                   |
| 5  | 1956年 | 住金小倉                                 | 日本鋼管                                 | 日紡貝塚                                 | 倉紡倉敷                                 |
| 6  | 1957年 | 八幡製鉄                                 | 松下電器                                 | 日紡貝塚                                 | 倉紡倉敷                                 |
| 7  | 1958年 | 住金小倉                                 | 松下電器                                 | 日紡貝塚                                 | 中村クラブ                               |
| 8  | 1959年 | 日本鋼管                                 | 東レ九鱗会                               | 日紡貝塚                                 | 倉紡倉敷                                 |
| 9  | 1960年 | 八幡製鉄                                 | 日本鋼管                                 | 倉紡倉敷                                 | 日紡貝塚                                 |
| 10 | 1961年 | 東レ九鱗会                               | 日本鋼管                                 | 日紡貝塚                                 | ヤシカ諏訪                               |
| 11 | 1962年 | 日本鋼管                                 | 松下電器                                 | 日紡貝塚                                 | 倉紡倉敷                                 |
| 12 | 1963年 | 東レ九鱗会                               | 日本鋼管                                 | 日紡貝塚                                 | 倉紡倉敷                                 |
| 13 | 1964年 | 松下電器                                 | 富士フイルム                             | 日紡貝塚                                 | 倉紡倉敷                                 |
| 14 | 1965年 | 日本鋼管                                 | 松下電器                                 | 日紡貝塚                                 | 日立武蔵                                 |
| 15 | 1966年 | 松下電器                                 | 旭化成旭陽会                             | 日紡貝塚                                 | 日立武蔵                                 |
| 16 | 1967年 | 八幡製鉄                                 | 松下電器                                 | 日紡貝塚                                 | ヤシカ                                   |
| 17 | 1968年 | 松下電器                                 | 日本鋼管                                 | 日立武蔵                                 | 全鐘紡                                   |
| 18 | 1969年 | 松下電器                                 | 専売広島                                 | 日紡貝塚                                 | ヤシカ                                   |
| 19 | 1970年 | 日本鋼管                                 | 松下電器                                 | ヤシカ                                   | ユニチカ貝塚                             |
| 20 | 1971年 | 日本鋼管                                 | 松下電器                                 | ユニチカ貝塚                             | ヤシカ                                   |
| 21 | 1972年 | 住友軽金属                               | 住友金属小倉                             | 日立武蔵                                 | 三洋電機                                 |
| 22 | 1973年 | 松下電器                                 | 日本鋼管                                 | 日立武蔵                                 | ヤシカ                                   |
| 23 | 1974年 | 新日鉄堺                                 | 富士フイルム                             | 日立武蔵                                 | ヤシカ                                   |
| 24 | 1975年 | 新日鉄堺                                 | 富士フイルム                             | 日立                                     | 倉紡倉敷                                 |
| 25 | 1976年 | 新日鉄堺                                 | 富士フイルム                             | 日立                                     | ユニチカ貝塚                             |
| 26 | 1977年 | 新日鉄堺                                 | 専売広島                                 | 日立                                     | 富士フイルム                             |
| 27 | 1978年 | 富士フイルム                             | 専売広島                                 | 日立                                     | ユニチカ                                 |
| 28 | 1979年 | サントリー                               | 日本鋼管                                 | 日立                                     | カネボウ                                 |
| 29 | 1980年 | 新日鉄                                   | 中国                                     | アメリカ                                 | ユニチカ                                 |
| 30 | 1981年 | 松下電器                                 | 日本鋼管                                 | ユニチカ                                 | 東洋紡                                   |
| 31 | 1982年 | 日本鋼管                                 | 新日鉄                                   | 日立                                     | ユニチカ                                 |
| 32 | 1983年 | 富士フイルム                             | 新日鉄                                   | 日立                                     | ユニチカ                                 |
| 33 | 1984年 | 新日鉄                                   | 富士フイルム                             | 日立                                     | 東洋紡                                   |
| 34 | 1985年 | サントリー                               | 富士フイルム                             | 日立                                     | 日本電気                                 |
| 35 | 1986年 | 富士フイルム                             | サントリー                               | ダイエー                                 | 日立                                     |
| 36 | 1987年 | 富士フイルム                             | 新日鉄                                   | 日立                                     | 日本電気                                 |
| 37 | 1988年 | 新日鉄                                   | 法政大学                                 | 日立                                     | ダイエー                                 |
| 38 | 1989年 | 新日鉄                                   | 富士フイルム                             | ユニチカ                                 | 日立                                     |
| 39 | 1990年 | 新日鉄                                   | JT                                       | イトーヨーカドー                         | 日本電気                                 |
| 40 | 1991年 | サントリー                               | 新日鉄                                   | ユニチカ                                 | イトーヨーカドー                         |
| 41 | 1992年 | 日本電気                                 | サントリー                               | ダイエー                                 | ユニチカ                                 |
| 42 | 1993年 | 日本電気                                 | 新日鉄                                   | 日立                                     | 小田急                                   |
| 43 | 1994年 | NEC                                      | 富士フイルム                             | 日立                                     | ダイエー                                 |
| 44 | 1995年 | サントリー                               | 松下電器                                 | ユニチカ                                 | NEC                                      |
| 45 | 1996年 | NEC                                      | 富士フイルム                             | ダイエー                                 | NEC                                      |
| 46 | 1997年 | NEC                                      | 松下電器                                 | NEC                                      | ダイエー                                 |
| 47 | 1998年 | 松下電器                                 | 新日鉄                                   | ダイエー                                 | ユニチカ                                 |
| 48 | 1999年 | NEC                                      | サントリー                               | オレンジアタッカーズ                     | NEC                                      |
| 49 | 2000年 | サントリー                               | NEC                                      | ユニチカ                                 | イトーヨーカドー                         |
| 50 | 2001年 | JT                                       | サントリー                               | NEC                                      | 東洋紡                                   |
| 51 | 2002年 | 東レ                                     | サントリー                               | 東レ                                     | 東洋紡                                   |
| 52 | 2003年 | NEC                                      | 堺                                       | パイオニア                               | JT                                       |
| 53 | 2004年 | JT                                       | 東レ                                     | 東レ                                     | JT                                       |
| 54 | 2005年 | 東レ                                     | NEC                                      | パイオニア                               | シーガルズ                               |
| 55 | 2006年 | 東レ                                     | 東海大学                                 | 久光製薬                                 | 日立佐和                                 |
| 56 | 2007年 | NEC                                      | 豊田合成                                 | 久光製薬                                 | JT                                       |
| 57 | 2008年 | パナソニック                             | NEC                                      | デンソー                                 | JT                                       |
| 58 | 2009年 | パナソニック                             | 東レ                                     | 東レ                                     | 久光製薬                                 |
| 59 | 2010年 | パナソニック                             | JT                                       | 東レ                                     | JT                                       |
| 60 | 2011年 | 東レ                                     | 堺                                       | JT                                       | NEC                                      |
| 61 | 2012年 | パナソニック                             | FC東京                                   | JT                                       | 東レ                                     |
| 62 | 2013年 | サントリー                               | パナソニック                             | 久光製薬                                 | NEC                                      |
| 63 | 2014年 | パナソニック                             | JT                                       | トヨタ車体                               | 東レ                                     |
| 64 | 2015年 | サントリー                               | 東レ                                     | JT                                       | トヨタ車体                               |
| 65 | 2016年 | JT                                       | ジェイテクト                             | JT                                       | NEC                                      |
| 66 | 2017年 | JT                                       | パナソニック                             | デンソー                                 | 日立                                     |
| 67 | 2018年 | パナソニック                             | ジェイテクト                             | JT                                       | 久光製薬                                 |
| 68 | 2019年 | サントリー                               | パナソニック                             | 東レ                                     | 日立                                     |
| -  | 2020年 | 新型コロナウイルス感染症の流行のため中止 | 新型コロナウイルス感染症の流行のため中止 | 新型コロナウイルス感染症の流行のため中止 | 新型コロナウイルス感染症の流行のため中止 |
| 69 | 2021年 | 新型コロナウイルス感染症の流行のため中止 | 新型コロナウイルス感染症の流行のため中止 | 新型コロナウイルス感染症の流行のため中止 | 新型コロナウイルス感染症の流行のため中止 |
| 70 | 2022年 | サントリー                               | ジェイテクト                             | 東レ                                     | PFU                                      |
| 71 | 2023年 | WD名古屋                                 | サントリー                               | PFU                                      | 埼玉上尾                                 |
| 72 | 2024年 | サントリー                               | パナソニック                             | 岡山                                     | デンソー                                 |
| 73 | 2025年 | 早稲田大                                 | 富士通                                   | 筑波大                                   | ブレス浜松                               |

## 歴代表彰選手

### 男子
| 回 | 年     | 黒鷲賞                                   | 敢闘賞                                   | 若鷲賞                                   | ベスト6賞                                | ベスト6賞                                | ベスト6賞                                | ベスト6賞                                | ベスト6賞                                | ベスト6賞                                | ベストリベロ賞                           |
| -- | ------ | ---------------------------------------- | ---------------------------------------- | ---------------------------------------- | ---------------------------------------- | ---------------------------------------- | ---------------------------------------- | ---------------------------------------- | ---------------------------------------- | ---------------------------------------- | ---------------------------------------- |
| 25 | 1976年 | -                                        | -                                        | 岡元勝 （富士フイルム）                  | -                                        | -                                        | -                                        | -                                        | -                                        | -                                        | -                                        |
| 26 | 1977年 | -                                        | -                                        | 山崎和仁 （専売広島）                    | -                                        | -                                        | -                                        | -                                        | -                                        | -                                        | -                                        |
| 27 | 1978年 | -                                        | -                                        | 小田雅志 （専売広島）                    | -                                        | -                                        | -                                        | -                                        | -                                        | -                                        | -                                        |
| 28 | 1979年 | -                                        | -                                        | 若月昇平 （日本鋼管）                    | -                                        | -                                        | -                                        | -                                        | -                                        | -                                        | -                                        |
| 29 | 1980年 | -                                        | -                                        | 由川真靖 （サントリー）                  | -                                        | -                                        | -                                        | -                                        | -                                        | -                                        | -                                        |
| 30 | 1981年 | 藤田幸光 （松下電器）                    | 西田吉博 （日本鋼管）                    | 西田吉博 （日本鋼管）                    | -                                        | -                                        | -                                        | -                                        | -                                        | -                                        | -                                        |
| 31 | 1982年 | 花輪晴彦 （日本鋼管）                    | 田中幹保 （新日鉄）                      | 笠間裕治 （日本鋼管）                    | -                                        | -                                        | -                                        | -                                        | -                                        | -                                        | -                                        |
| 32 | 1983年 | 岩島章博 （富士フイルム）                | 柳本晶一 （新日鉄）                      | 奥野浩昭 （サントリー）                  | -                                        | -                                        | -                                        | -                                        | -                                        | -                                        | -                                        |
| 33 | 1984年 | 岩田稔 （新日鉄）                        | 山田修司 （富士フイルム）                | 江原正 （新日鉄）                        | -                                        | -                                        | -                                        | -                                        | -                                        | -                                        | -                                        |
| 34 | 1985年 | ポール・グラットン （サントリー）        | 熊田康則 （富士フイルム）                | 川合俊一 （富士フイルム）                | ポール・グラットン （サントリー）        | 松倉隆 （サントリー）                    | 鳥羽賢二 （サントリー）                  | 三橋栄三郎 （富士フイルム）              | 熊田康則 （富士フイルム）                | 川合俊一 （富士フイルム）                | -                                        |
| 35 | 1986年 | 熊田康則 （富士フイルム）                | ポール・グラットン （サントリー）        | 山本和史 （サントリー）                  | 熊田康則 （富士フイルム）                | 三橋栄三郎 （富士フイルム）              | 岩島章博 （富士フイルム）                | 杉本公雄 （富士フイルム）                | ポール・グラットン （サントリー）        | 米山一朋 （富士フイルム）                | -                                        |
| 36 | 1987年 | 三橋栄三郎 （富士フイルム）              | 田中幹保 （新日鉄）                      | 植田辰哉 （新日鉄）                      | 三橋栄三郎 （富士フイルム）              | 熊田康則 （富士フイルム）                | 川合俊一 （富士フイルム）                | 岩島章博 （富士フイルム）                | 田中幹保 （新日鉄）                      | 眞鍋政義 （新日鉄）                      | -                                        |
| 37 | 1988年 | 田中幹保 （新日鉄）                      | 松本聡 （法政大学）                      | 蔭山弘道 （法政大学）                    | 田中幹保 （新日鉄）                      | 眞鍋政義 （新日鉄）                      | 植田辰哉 （新日鉄）                      | 松本聡 （法政大学）                      | 蔭山弘道 （法政大学）                    | 三橋栄三郎 （富士フイルム）              | -                                        |
| 38 | 1989年 | 眞鍋政義 （新日鉄）                      | 川合俊一 （富士フイルム）                | 松本聡 （富士フイルム）                  | 眞鍋政義 （新日鉄）                      | 植田辰哉 （新日鉄）                      | 田中幹保 （新日鉄）                      | 楠木孝二郎 （新日鉄）                    | 川合俊一 （富士フイルム）                | 松本聡 （富士フイルム）                  | -                                        |
| 39 | 1990年 | 中垣内祐一 （新日鉄）                    | 原秀治 （JT）                            | 中垣内祐一 （新日鉄）                    | 中垣内祐一 （新日鉄）                    | 植田辰哉 （新日鉄）                      | 眞鍋政義 （新日鉄）                      | 原秀治 （JT）                            | 栗生沢淳一 （JT）                        | 大浦正文 （サントリー）                  | -                                        |
| 40 | 1991年 | 荻野正二 （サントリー）                  | 中垣内祐一 （新日鉄）                    | （該当者なし）                           | 荻野正二 （サントリー）                  | 大浦正文 （サントリー）                  | 河野克巳 （サントリー）                  | 眞鍋政義 （新日鉄）                      | 中垣内祐一 （新日鉄）                    | 植田辰哉 （新日鉄）                      | -                                        |
| 41 | 1992年 | 大竹秀之 （日本電気）                    | 大浦正文 （サントリー）                  | 南由起夫 （富士フイルム）                | 大竹秀之 （NEC）                         | 楊成太 （NEC）                           | 中村貴司 （NEC）                         | 金子敏和 （NEC）                         | 大浦正文 （サントリー）                  | 荻野正二 （サントリー）                  | -                                        |
| 42 | 1993年 | 楊成太 （NEC）                           | 中垣内祐一 （新日鉄）                    | 泉川正幸 （東レ）                        | 楊成太 （NEC）                           | 大竹秀之 （NEC）                         | 中垣内祐一 （新日鉄）                    | 植田辰哉 （新日鉄）                      | 泉川正幸 （東レ）                        | 松田明彦 （日新製鋼）                    | -                                        |
| 43 | 1994年 | 大竹秀之 （NEC）                         | 青山繁 （富士フイルム）                  | 佐々木太一 （サントリー）                | 大竹秀之 （NEC）                         | 大槻竜也 （NEC）                         | 青山繁 （富士フイルム）                  | 成田貴志 （富士フイルム）                | 中垣内祐一 （新日鉄）                    | 荻野正二 （サントリー）                  | -                                        |
| 44 | 1995年 | ロバート・サミュエルソン （サントリー）  | 宮崎謙彦 （松下電器）                    | 平野信孝 （JT）                          | ロバート・サミュエルソン （サントリー）  | 佐々木太一 （サントリー）                | 荻野正二 （サントリー）                  | 宮崎謙彦 （松下電器）                    | バック （松下電器）                      | 塩谷勇 （松下電器）                      | -                                        |
| 45 | 1996年 | グリンバーム （NEC）                     | 清水克彦 （富士フイルム）                | 諸隈直樹 （鎮西高校）                    | グリンバーム （NEC）                     | 楊成太 （NEC）                           | エドワルド・アルーダ （NEC）             | 清水克彦 （富士フイルム）                | 金牧貴久 （富士フイルム）                | ロバート・サミュエルソン （サントリー）  | -                                        |
| 46 | 1997年 | エドワルド・アルーダ （NEC）             | 宮崎謙彦 （松下電器）                    | （該当者なし）                           | エドワルド・アルーダ （NEC）             | グリンバーム （NEC）                     | 宮崎謙彦 （松下電器）                    | 南部正司 （松下電器）                    | 青山繁 （富士フイルム）                  | 高橋智則 （新日鉄）                      | -                                        |
| 47 | 1998年 | 宮崎謙彦 （松下電器）                    | 中垣内祐一 （新日鉄）                    | 川浦博昭 （富士フイルム）                | 宮崎謙彦 （松下電器）                    | ヒド・イェルツェン （松下電器）          | 紫和昌修 （松下電器）                    | 中垣内祐一 （新日鉄）                    | ヴァレリー・ゴリュチェフ （新日鉄）      | 竹内実 （NEC）                           | -                                        |
| 48 | 1999年 | 竹内実 （NEC）                           | ジルソン・ベルナルド （サントリー）      | 加藤陽一 （東レ）                        | 朝日健太郎 （サントリー）                | ジルソン・ベルナルド （サントリー）      | オロフ・ファンダールミューレン （NEC）   | 竹内実 （NEC）                           | 南部正司 （松下電器）                    | ロイ・ポール （東レ）                    | 西村晃一 （NEC）                         |
| 49 | 2000年 | ジルソン・ベルナルド （サントリー）      | ヒド・イェルツェン （松下電器）          | 北川祐介 （松下電器）                    | ジルソン・ベルナルド （サントリー）      | 清水雅之 （サントリー）                  | 福田健太 （サントリー）                  | ヒド・イェルチェン （松下電器）          | 宮崎謙彦 （松下電器）                    | 河野裕輔 （JT）                          | 小糸敬夫 （松下電器）                    |
| 50 | 2001年 | イリア・サベリエフ （JT）                | ジルソン・ベルナルド （サントリー）      | 宇佐美大輔 （NEC）                       | イリア・サベリエフ （JT）                | 河野裕輔 （JT）                          | 臺光章 （JT）                            | ジルソン・ベルナルド （サントリー）      | 朝日健太郎 （サントリー）                | 泉川正幸 （東レ）                        | 山本健之 （JT）                          |
| 51 | 2002年 | 山口誠 （東レ）                          | ジルソン・ベルナルド （サントリー）      | 今井啓介 （松下電器）                    | 加藤陽一 （東レ）                        | 山口誠 （東レ）                          | 泉川正幸 （東レ）                        | 朝日健太郎 （サントリー）                | ジルソン・ベルナルド （サントリー）      | 山本隆弘 （松下電器）                    | 津曲勝利 （サントリー）                  |
| 52 | 2003年 | 宇佐美大輔 （NEC）                       | 中垣内祐一 （堺）                        | 阿部裕太 （東海大学）                    | 宇佐美大輔 （NEC）                       | アンデルソン・ロドリゲス （NEC）         | 中垣内祐一 （堺）                        | 甲斐祐之 （堺）                          | 伊藤信博 （堺）                          | 飯塚俊彦 （東海大学）                    | 大森陽祐 （NEC）                         |
| 53 | 2004年 | イリア・サベリエフ （JT）                | バーベル・アブラモフ （東レ）            | 柴田恭平 （東レ）                        | イリア・サベリエフ （JT）                | 臺光章 （JT）                            | 飯塚俊彦 （JT）                          | バーベル・アブラモフ （東レ）            | 柴田恭平 （東レ）                        | 松永理生 （松下電器）                    | 酒井大祐 （JT）                          |
| 54 | 2005年 | バーベル・アブラモフ （東レ）            | ペレイラ （NEC）                         | 北島武 （堺）                            | バーベル・アブラモフ （東レ）            | 小林敦 （東レ）                          | ペレイラ （NEC）                         | 宇佐美大輔 （NEC）                       | 荻野正二 （サントリー）                  | 市橋祐之 （堺）                          | 津曲勝利 （サントリー）                  |
| 55 | 2006年 | 青山繁 （東レ）                          | 金子隆行 （東海大学）                    | 石島雄介 （堺）                          | 阿部裕太 （東レ）                        | 青山繁 （東レ）                          | ディアス・ルイス （東レ）                | 金子隆行 （東海大学）                    | 清水邦広 （東海大学）                    | 南克之 （旭化成）                        | 田辺修 （東レ）                          |
| 56 | 2007年 | 大村悟 （NEC）                           | 盛重龍 （豊田合成）                      | 金子隆行 （NEC）                         | 盛重龍 （豊田合成）                      | ピッタール・ファビアノ （豊田合成）      | 大村悟 （NEC）                           | ファイディ・ノルディン （NEC）           | 金子隆行 （NEC）                         | 直弘龍治 （JT）                          | 古賀幸一郎 （NEC）                       |
| 57 | 2008年 | 川村慎二 （パナソニック）                | 前田和樹 （NEC）                         | 相沢寿 （東レ）                          | フェリペ・フォンテレス （パナソニック）  | 川村慎二 （パナソニック）                | 前田和樹 （NEC）                         | 三上圭治郞 （NEC）                       | 西尾太作 （堺）                          | 米山裕太 （東レ）                        | 永野健 （パナソニック）                  |
| 58 | 2009年 | 清水邦広 （パナソニック）                | 篠田歩 （東レ）                          | 福澤達哉 （パナソニック）                | 清水邦広 （パナソニック）                | 福澤達哉 （パナソニック）                | 宇佐美大輔 （パナソニック）              | 篠田歩 （東レ）                          | デヤン・ボヨビッチ （東レ）              | 越川優 （サントリー）                    | 田辺修 （東レ）                          |
| 59 | 2010年 | 清水邦広 （パナソニック）                | エルナルド・ゴメス （JT）                | 八子大輔 （東海大学）                    | 宇佐美大輔 （パナソニック）              | エルナルド・ゴメス （JT）                | 福澤達哉 （パナソニック）                | 清水邦広 （パナソニック）                | 冨松崇彰 （東レ）                        | 國近公太 （東レ）                        | 永野健 （パナソニック）                  |
| 60 | 2011年 | 米山裕太 （東レ）                        | 石島雄介 （堺）                          | 高橋賢 （サントリー）                    | 米山裕太 （東レ）                        | 冨松崇彰 （東レ）                        | デヤン・ボヨビッチ （東レ）              | 阿部裕太 （東レ）                        | 石島雄介 （堺）                          | 松本慶彦 （堺）                          | 田辺修 （東レ）                          |
| 61 | 2012年 | 川村慎二 （パナソニック）                | 前田和樹 （FC東京）                      | 細川優樹 （大分三好ヴァイセアドラー）    | 伊東勇樹 （パナソニック）                | 白澤健児 （パナソニック）                | チアーゴ・アウヴェス （パナソニック）    | 川村慎二 （パナソニック）                | 大竹貴久 （パナソニック）                | 前田和樹 （FC東京）                      | 井上裕介 （堺ブレイザーズ）              |
| 62 | 2013年 | ウォレス・マルティンス （サントリー）    | 川村慎二 （パナソニック）                | 深津英臣 （パナソニック）                | ウォレス・マルティンス （サントリー）    | 山村宏太 （サントリー）                  | 阿部裕太 （サントリー）                  | 川村慎二 （パナソニック）                | 福澤達哉 （パナソニック）                | 石島雄介 （堺）                          | 永野健 （パナソニック）                  |
| 63 | 2014年 | 清水邦広 （パナソニック）                | 越川優 （JT）                            | （該当者なし）                           | 清水邦広 （パナソニック）                | 福澤達哉 （パナソニック）                | ダンチ・アマラウ （パナソニック）        | 深津英臣 （パナソニック）                | 越川優 （JT）                            | 椿山竜介 （サントリー）                  | 永野健 （パナソニック）                  |
| 64 | 2015年 | エバンドロ・グエッラ （サントリー）      | デヤン・ボヨビッチ （東レ）              | 石川祐希 （中央大学）                    | 山村宏太 （サントリー）                  | エバンドロ・グエッラ （サントリー）      | 栗山雅史 （サントリー）                  | デヤン・ボヨビッチ （東レ）              | 星野秀知 （東レ）                        | 福澤達哉 （パナソニック）                | 鶴田大樹 （サントリー）                  |
| 65 | 2016年 | レアンドロ・ヴィソット （JT）            | 高橋和人 （ジェイテクト）                | 藤中謙也 （サントリー）                  | レアンドロ・ヴィソット （JT）            | 深津旭弘 （JT）                          | 越川優 （JT）                            | 安井勇誠 （JT）                          | マテイ・カジースキ （ジェイテクト）      | 高橋和人 （ジェイテクト）                | 唐川大志 （JT）                          |
| 66 | 2017年 | 越川優 （JT）                            | 清水邦広 （パナソニック）                | 井上航 （JT）                            | 越川優 （JT）                            | 山本将平 （JT）                          | 深津旭弘 （JT）                          | ドラジェン・ルブリッチ （JT）            | 清水邦広 （パナソニック）                | ミハウ・クビアク （パナソニック）        | 井上航 （JT）                            |
| 67 | 2018年 | ミハウ・クビアク （パナソニック）        | 西田有志 （ジェイテクト）                | 西田有志 （ジェイテクト）                | ミハウ・クビアク （パナソニック）        | 深津英臣 （パナソニック）                | 山内晶大 （パナソニック）                | 大竹壱青 （パナソニック）                | 西田有志 （ジェイテクト）                | 浅野博亮 （ジェイテクト）                | 永野健 （パナソニック）                  |
| 68 | 2019年 | ドミトリー・ムセルスキー （サントリー）  | 清水邦広 （パナソニック）                | 大塚達宣 （早稲田大学）                  | 大宅真樹 （サントリー）                  | 藤中謙也 （サントリー）                  | ドミトリー・ムセルスキー （サントリー）  | 清水邦広 （パナソニック）                | 白澤健児 （パナソニック）                | ミハウ・クビアク （パナソニック）        | 永野健 （パナソニック）                  |
| -  | 2020年 | 新型コロナウイルス感染症の流行のため中止 | 新型コロナウイルス感染症の流行のため中止 | 新型コロナウイルス感染症の流行のため中止 | 新型コロナウイルス感染症の流行のため中止 | 新型コロナウイルス感染症の流行のため中止 | 新型コロナウイルス感染症の流行のため中止 | 新型コロナウイルス感染症の流行のため中止 | 新型コロナウイルス感染症の流行のため中止 | 新型コロナウイルス感染症の流行のため中止 | 新型コロナウイルス感染症の流行のため中止 |
| 69 | 2021年 | 新型コロナウイルス感染症の流行のため中止 | 新型コロナウイルス感染症の流行のため中止 | 新型コロナウイルス感染症の流行のため中止 | 新型コロナウイルス感染症の流行のため中止 | 新型コロナウイルス感染症の流行のため中止 | 新型コロナウイルス感染症の流行のため中止 | 新型コロナウイルス感染症の流行のため中止 | 新型コロナウイルス感染症の流行のため中止 | 新型コロナウイルス感染症の流行のため中止 | 新型コロナウイルス感染症の流行のため中止 |
| 70 | 2022年 | ドミトリー・ムセルスキー （サントリー）  | 都築仁 （ジェイテクト）                  | （該当者なし）                           | 小野遥輝 （サントリー）                  | 柳田将洋 （サントリー）                  | ドミトリー・ムセルスキー （サントリー）  | 西田寛基 （サントリー）                  | 福山汰一 （ジェイテクト）                | フェリペ・フォンテレス （ジェイテクト）  | 興梠亮 （ジェイテクト）                  |
| 71 | 2023年 | バルトシュ・クレク （WD名古屋）          | ドミトリー・ムセルスキー （サントリー）  | 山本龍 （サントリー）                    | 山田脩造 （WD名古屋）                    | バルトシュ・クレク （WD名古屋）          | 前田一誠 （WD名古屋）                    | アライン・デ・アルマス （サントリー）    | 藤中謙也 （サントリー）                  | ドミトリー・ムセルスキー （サントリー）  | 藤中颯志 （サントリー）                  |
| 72 | 2024年 | ドミトリー・ムセルスキー （サントリー）  | 西山大翔 （パナソニック）                | 山田大貴 （東レ）                        | アライン・デ・アルマス （サントリー）    | 大宅真樹 （サントリー）                  | ドミトリー・ムセルスキー （サントリー）  | 垂水優芽 （パナソニック）                | 西山大翔 （パナソニック）                | 西本圭吾 （東レ）                        | 永野健 （パナソニック）                  |
| 73 | 2025年 | 前田凌吾 （早稲田大学）                  | 栁田百織 （富士通）                      | 川野琢磨 （早稲田大学）                  | 前田凌吾 （早稲田大学）                  | 麻野堅斗 （早稲田大学）                  | 佐藤遥斗 （早稲田大学）                  | 栁田百織 （富士通）                      | 加藤大雄 （富士通）                      | 小松一哉 （埼玉）                        | 布台聖 （早稲田大学）                    |

| 回 | 年   | クロッキー賞          |
| -- | ---- | --------------------- |
| 54 | 2005 | 山本隆弘 （松下電器） |
| 55 | 2006 | 越川優 （サントリー） |

### 女子
| 回 | 年     | 黒鷲賞                                   | 敢闘賞                                   | 若鷲賞                                   | ベスト6賞                                | ベスト6賞                                | ベスト6賞                                | ベスト6賞                                | ベスト6賞                                | ベスト6賞                                | ベストリベロ賞                           |
| -- | ------ | ---------------------------------------- | ---------------------------------------- | ---------------------------------------- | ---------------------------------------- | ---------------------------------------- | ---------------------------------------- | ---------------------------------------- | ---------------------------------------- | ---------------------------------------- | ---------------------------------------- |
| 25 | 1976年 | -                                        | -                                        | 奥嶋桂子 （カネボウ）                    | -                                        | -                                        | -                                        | -                                        | -                                        | -                                        | -                                        |
| 26 | 1977年 | -                                        | -                                        | 川原千鶴 （日立）                        | -                                        | -                                        | -                                        | -                                        | -                                        | -                                        | -                                        |
| 27 | 1978年 | -                                        | -                                        | 小川かず子 （ユニチカ）                  | -                                        | -                                        | -                                        | -                                        | -                                        | -                                        | -                                        |
| 28 | 1979年 | -                                        | -                                        | 吉川良子 （日立）                        | -                                        | -                                        | -                                        | -                                        | -                                        | -                                        | -                                        |
| 29 | 1980年 | -                                        | -                                        | （該当者なし）                           | -                                        | -                                        | -                                        | -                                        | -                                        | -                                        | -                                        |
| 30 | 1981年 | 小川かず子 （ユニチカ）                  | 久繋恵津子 （東洋紡）                    | 三屋裕子 （日立）                        | -                                        | -                                        | -                                        | -                                        | -                                        | -                                        | -                                        |
| 31 | 1982年 | 江上由美 （日立）                        | 小川かず子 （ユニチカ）                  | 置田佳子 （イトーヨーカドー）            | -                                        | -                                        | -                                        | -                                        | -                                        | -                                        | -                                        |
| 32 | 1983年 | 江上由美 （日立）                        | 広瀬美代子 （ユニチカ）                  | 松並早苗 （東洋紡）                      | -                                        | -                                        | -                                        | -                                        | -                                        | -                                        | -                                        |
| 33 | 1984年 | 森田喜美枝 （日立）                      | 田渕良子 （東洋紡）                      | 宮島恵子 （東洋紡）                      | -                                        | -                                        | -                                        | -                                        | -                                        | -                                        | -                                        |
| 34 | 1985年 | 石田京子 （日立）                        | 山下美弥子 （日本電気）                  | 益子直美 （イトーヨーカドー）            | 中田久美 （日立）                        | 石田京子 （日立）                        | 杉山加代子 （日立）                      | 山下美弥子 （日本電気）                  | ローズ・メジャース （日本電気）          | 松並早苗 （東洋紡）                      | -                                        |
| 35 | 1986年 | 梅津一美 （ダイエー）                    | 中田久美 （日立）                        | 藤田幸子 （日立）                        | 梅津一美 （ダイエー）                    | 小野弘美 （ダイエー）                    | 松澤緑 （ダイエー）                      | リタ・クロケット （ダイエー）            | 中田久美 （日立）                        | 杉山加代子 （日立）                      | -                                        |
| 36 | 1987年 | 杉山加代子 （日立）                      | 山下美弥子 （日本電気）                  | 佐藤伊知子 （日本電気）                  | 杉山加代子 （日立）                      | 宮島恵子 （日立）                        | 大林素子 （日立）                        | 高橋有紀子 （日立）                      | 山下美弥子 （日本電気）                  | スーザン・ウッドストラ （日本電気）      | -                                        |
| 37 | 1988年 | 杉山加代子 （日立）                      | 堀美和子 （ダイエー）                    | （該当者なし）                           | 杉山加代子 （日立）                      | 大林素子 （日立）                        | 高橋有紀子 （日立）                      | 川瀬ゆかり （日立）                      | 堀美和子 （ダイエー）                    | 梅津一美 （ダイエー）                    | -                                        |
| 38 | 1989年 | 中西千枝子 （ユニチカ）                  | 大林素子 （日立）                        | 福田記代子 （日立）                      | 大林素子 （日立）                        | 福田記代子 （日立）                      | 中西千枝子 （ユニチカ）                  | 松下晃子 （ユニチカ）                    | 樫野幸子 （ユニチカ）                    | 斎藤真由美 （イトーヨーカドー）          | -                                        |
| 39 | 1990年 | 斎藤真由美 （イトーヨーカドー）          | 佐藤伊知子 （日本電気）                  | （該当者なし）                           | 斎藤真由美 （イトーヨーカドー）          | 益子直美 （イトーヨーカドー）            | 金子志保 （イトーヨーカドー）            | 佐藤伊知子 （日本電気）                  | 杉山明美 （日本電気）                    | 中西千枝子 （ユニチカ）                  | -                                        |
| 40 | 1991年 | 中西千枝子 （ユニチカ）                  | 石掛美知代 （イトーヨーカドー）          | 大貫美奈子 （日本電気）                  | 中西千枝子 （ユニチカ）                  | 中村和美 （ユニチカ）                    | 三田村則子 （ユニチカ）                  | 石掛美知代 （イトーヨーカドー）          | 篠原孝子 （イトーヨーカドー）            | 大林素子 （日立）                        | -                                        |
| 41 | 1992年 | 山内美加 （ダイエー）                    | 中西千枝子 （ユニチカ）                  | （該当者なし）                           | 山内美加 （ダイエー）                    | ローズ・メジャーズ （ダイエー）          | 松川一代 （ダイエー）                    | 中西千枝子 （ユニチカ）                  | 中村和美 （ユニチカ）                    | 大林素子 （日立）                        | -                                        |
| 42 | 1993年 | 大林素子 （日立）                        | 土屋かおり （小田急）                    | 藤好麻希 （日立）                        | 大林素子 （日立）                        | 福田記代子 （日立）                      | 多治見麻子 （日立）                      | 土屋かおり （小田急）                    | 中西千枝子 （ユニチカ）                  | 山内美加 （ダイエー）                    | -                                        |
| 43 | 1994年 | 大林素子 （日立）                        | 山内美加 （ダイエー）                    | 先野久美子 （ダイエー）                  | 大林素子 （日立）                        | 永富有紀 （日立）                        | 福田記代子 （日立）                      | 多治見麻子 （日立）                      | 山内美加 （ダイエー）                    | 椿本真恵 （ダイエー）                    | -                                        |
| 44 | 1995年 | 中西千枝子 （ユニチカ）                  | エレーナ・バトフチナ （NEC）             | 佐々木みき （ダイエー）                  | 中西千枝子 （ユニチカ）                  | 許春蓮 （ユニチカ）                      | 佐伯美香 （ユニチカ）                    | エレーナ・バトフチナ （NEC）             | 山内美加 （ダイエー）                    | 福田記代子 （日立）                      | -                                        |
| 45 | 1996年 | マガリ・カルバハル （ダイエー）          | 大懸郁久美 （NEC）                       | （該当者なし）                           | マガリ・カルバハル （ダイエー）          | レグラ・トレス （ダイエー）              | 大懸郁久美 （NEC）                       | エレーナ・バトフチナ （NEC）             | 中西千枝子 （ユニチカ）                  | エフゲーニャ・アルタモノワ （東洋紡）    | -                                        |
| 46 | 1997年 | 大懸郁久美 （NEC）                       | 佐々木みき （ダイエー）                  | 高橋めぐみ （古川商業高校）              | 大懸郁久美 （NEC）                       | 星野賀代 （NEC）                         | エリザベータ・ティーシェンコ （NEC）     | 佐々木みき （ダイエー）                  | 吉原知子 （ダイエー）                    | 中西千枝子 （ユニチカ）                  | -                                        |
| 47 | 1998年 | 吉原知子 （ダイエー）                    | 木村久美 （ユニチカ）                    | 西美保 （デンソー）                      | 吉原知子 （ダイエー）                    | ヨーコ・ゼッターランド （ダイエー）      | 佐々木みき （ダイエー）                  | 木村久美 （ユニチカ）                    | 許春蓮 （ユニチカ）                      | ペレス （イトーヨーカドー）              | -                                        |
| 48 | 1999年 | 佐々木みき （オレンジアタッカーズ）      | 大懸郁久美 （NEC）                       | 浜野礼奈 （デンソー）                    | 佐々木みき （ダイエー）                  | ヨーコ・ゼッターランド （ダイエー）      | 大懸郁久美 （NEC）                       | エレーナ・ゴーディナ （NEC）             | 江藤直美 （日立）                        | エフゲーニャ・アルタモノワ （東洋紡）    | 津雲博子 （NEC）                         |
| 49 | 2000年 | 木村久美 （ユニチカ）                    | 足立留美 （イトーヨーカドー）            | （該当者なし）                           | 磯部絵梨子 （ユニチカ）                  | 池田幸子 （ユニチカ）                    | 木村久美 （ユニチカ）                    | 足立留美 （イトーヨーカドー）            | 山下祐美子 （イトーヨーカドー）          | 橋本由紀子 （オレンジアタッカーズ）      | 佐野優子 （ユニチカ）                    |
| 50 | 2001年 | 竹下佳江 （NEC）                         | 森山淳子 （東洋紡）                      | （該当者なし）                           | 竹下佳江 （NEC）                         | 杉山祥子 （NEC）                         | 高橋みゆき （NEC）                       | 大貫美奈子 （NEC）                       | 森山淳子 （東洋紡）                      | 野村まり （シーガルズ）                  | 小栗恵美 （NEC）                         |
| 51 | 2002年 | 熊前知加子 （東レ）                      | 吉原知子 （東洋紡）                      | 大山加奈 （成徳学園高校）                | 熊前知加子 （東レ）                      | 小玉佐知子 （東レ）                      | 富田寧々 （東レ）                        | 吉原知子 （東洋紡）                      | 大村加奈子 （久光製薬）                  | 大友愛 （NEC）                           | 佐野優子 （東レ）                        |
| 52 | 2003年 | 吉原知子 （パイオニア）                  | 竹下佳江 （JT）                          | 栗原恵 （NEC）                           | 佐々木みき （パイオニア）                | 吉原知子 （パイオニア）                  | スコット （パイオニア）                  | 谷口雅美 （JT）                          | 竹下佳江 （JT）                          | 木村久美 （東レ）                        | 佐野優子 （東レ）                        |
| 53 | 2004年 | モニーク・アダムス （東レ）              | 谷口雅美 （JT）                          | 濱口華菜里 （東レ）                      | 向井久子 （東レ）                        | 荒木絵里香 （東レ）                      | モニーク・アダムス （東レ）              | 谷口雅美 （JT）                          | 宝来麻紀子 （JT）                        | 板橋恵 （日立佐和）                      | 菊池由希絵 （日立佐和）                  |
| 54 | 2005年 | フランシーヌ・フールマン （パイオニア）  | 岡野弘子 （岡山）                        | （該当者なし）                           | フランシーヌ・フールマン （パイオニア）  | 栗原恵 （パイオニア）                    | 岡野弘子 （岡山）                        | 神田千絵 （岡山）                        | 大村加奈子 （久光製薬）                  | 大友愛 （NEC）                           | 金森純子 （岡山）                        |
| 55 | 2006年 | ケニア・カルカセス （久光製薬）          | 都澤みどり （日立佐和）                  | 石川友紀 （武富士）                      | ケニア・カルカセス （久光製薬）          | 落合真理 （久光製薬）                    | 都澤みどり （日立佐和）                  | 板橋恵 （日立佐和）                      | 吉澤智恵 （武富士）                      | 大山加奈 （東レ）                        | 井野亜季子 （日立佐和）                  |
| 56 | 2007年 | 先野久美子 （久光製薬）                  | 竹下佳江 （JT）                          | （該当者なし）                           | 狩野美雪 （久光製薬）                    | 先野久美子 （久光製薬）                  | 竹下佳江 （JT）                          | モレーノ・ピーノ・ケニー （JT）          | 栗原恵 （パイオニア）                    | 大山加奈 （東レ）                        | 佐野優子 （久光製薬）                    |
| 57 | 2008年 | 井上香織 （デンソー）                    | 谷口雅美 （JT）                          | 井上琴絵 （JT）                          | 井上香織 （デンソー）                    | シンディ・ロンドン （デンソー）          | 谷口雅美 （JT）                          | モレーノ・ピーノ・ケニー （JT）          | 南早希 （パイオニア）                    | 吉澤智恵 （武富士）                      | 片下恭子 （デンソー）                    |
| 58 | 2009年 | 木村沙織 （東レ）                        | 狩野舞子 （久光製薬）                    | （該当者なし）                           | 張越紅 （東レ）                          | 中道瞳 （東レ）                          | 木村沙織 （東レ）                        | 山本愛 （久光製薬）                      | 狩野舞子 （久光製薬）                    | 谷口雅美 （JT）                          | 濱口華菜里 （東レ）                      |
| 59 | 2010年 | 木村沙織 （東レ）                        | 竹下佳江 （JT）                          | 宮下遥 （岡山）                          | 荒木絵里香 （東レ）                      | 木村沙織 （東レ）                        | 迫田さおり （東レ）                      | 竹下佳江 （JT）                          | 山本愛 （JT）                            | 谷口雅美 （JT）                          | 井野亜季子 （NEC）                       |
| 60 | 2011年 | 山本愛 （JT）                            | 内藤香菜子 （NEC）                       | 竹田沙希 （トヨタ車体）                  | 山本愛 （JT）                            | キム・ヨンギョン （JT）                  | 竹下佳江 （JT）                          | 杉山祥子 （NEC）                         | 内藤香菜子 （NEC）                       | 木村沙織 （東レ）                        | 井野亜季子 （NEC）                       |
| 61 | 2012年 | 位田愛 （JT）                            | 峯村沙紀 （東レ）                        | 近江あかり （NEC）                       | 位田愛 （JT）                            | 坂下麻衣子 （JT）                        | 谷口雅美 （JT）                          | 橋本直子 （JT）                          | 峯村沙紀 （東レ）                        | 小平花織 （東レ）                        | 濱口華菜里 （東レ）                      |
| 62 | 2013年 | 平井香菜子 （久光製薬）                  | 杉山祥子 （NEC）                         | （該当者なし）                           | 平井香菜子 （久光製薬）                  | 新鍋理沙 （久光製薬）                    | 長岡望悠 （久光製薬）                    | 杉山祥子 （NEC                           | 大友愛 （JT）                            | 中道瞳 （東レ）                          | 座安琴希 （久光製薬）                    |
| 63 | 2014年 | カナニ・ダニエルソン （トヨタ車体）      | 迫田さおり （東レ）                      | 内瀬戸真実 （日立）                      | カナニ・ダニエルソン （トヨタ車体）      | 平松美有紀 （トヨタ車体）                | 藤田夏未 （トヨタ車体）                  | 迫田さおり （東レ）                      | 高田ありさ （東レ）                      | 江畑幸子 （日立）                        | 梶原雪路 （トヨタ車体）                  |
| 64 | 2015年 | 中村亜友美 （JT）                        | 竹田沙希 （トヨタ車体）                  | 比金桃子 （トヨタ車体）                  | 中村亜友美 （JT）                        | 芥川愛加 （JT）                          | 奥村麻依 （JT）                          | 田中瑞稀 （JT）                          | 竹田沙希 （トヨタ車体）                  | 平松美有紀 （トヨタ車体）                | 井上琴絵 （JT）                          |
| 65 | 2016年 | 奥村麻依 （JT）                          | 近江あかり （NEC）                       | 黒後愛 （下北沢成徳高校）                | 奥村麻依 （JT）                          | 中村亜友美 （JT）                        | 田中美咲 （JT）                          | 近江あかり （NEC）                       | 白垣里紗 （NEC）                         | ポリーナ・ラヒモワ （トヨタ車体）        | 小幡真子 （JT）                          |
| 66 | 2017年 | 石田瑞穂 （デンソー）                    | 内瀬戸真実 （日立）                      | 該当者なし                               | 石田瑞穂 （デンソー）                    | 鍋谷友理枝 （デンソー）                  | クリスティアネ・フュルスト （デンソー）  | 内瀬戸真実 （日立）                      | 渡邊久惠 （日立）                        | 宮下遥 （岡山）                          | 小池杏菜 （日立）                        |
| 67 | 2018年 | 金杉由香 （JT）                          | 今村優香 （久光製薬）                    | 林琴奈 （JT）                            | 金杉由香 （JT）                          | 林琴奈 （JT）                            | 田中美咲 （JT）                          | 小川杏奈 （JT）                          | 今村優香 （久光製薬）                    | 浮島杏加子 （久光製薬）                  | 小幡真子 （JT）                          |
| 68 | 2019年 | ヤナ・クラン （東レ）                    | 渡邊久惠 （日立）                        | 石川真佑 （東レ）                        | 大野果歩 （東レ）                        | ヤナ・クラン （東レ）                    | 石川真佑 （東レ）                        | 渡邊久恵 （日立）                        | 上坂瑠子 （日立）                        | 田中瑞稀 （JT）                          | 水杉玲奈 （東レ）                        |
| -  | 2020年 | 新型コロナウイルス感染症の流行のため中止 | 新型コロナウイルス感染症の流行のため中止 | 新型コロナウイルス感染症の流行のため中止 | 新型コロナウイルス感染症の流行のため中止 | 新型コロナウイルス感染症の流行のため中止 | 新型コロナウイルス感染症の流行のため中止 | 新型コロナウイルス感染症の流行のため中止 | 新型コロナウイルス感染症の流行のため中止 | 新型コロナウイルス感染症の流行のため中止 | 新型コロナウイルス感染症の流行のため中止 |
| 69 | 2021年 | 新型コロナウイルス感染症の流行のため中止 | 新型コロナウイルス感染症の流行のため中止 | 新型コロナウイルス感染症の流行のため中止 | 新型コロナウイルス感染症の流行のため中止 | 新型コロナウイルス感染症の流行のため中止 | 新型コロナウイルス感染症の流行のため中止 | 新型コロナウイルス感染症の流行のため中止 | 新型コロナウイルス感染症の流行のため中止 | 新型コロナウイルス感染症の流行のため中止 | 新型コロナウイルス感染症の流行のため中止 |
| 70 | 2022年 | ヤナ・クラン （東レ）                    | バルデス・メリーサ （PFU）               | 中川つかさ （東海大学）                  | 井上奈々朱 （東レ）                      | 白井美沙紀 （東レ）                      | ヤナ・クラン （東レ）                    | 髙相みな実 （PFU）                       | バルデス・メリーサ （PFU）               | 廣瀬七海 （NEC）                         | 中島未来 （東レ）                        |
| 71 | 2023年 | 鍋谷友理枝 （PFU）                       | 内瀬戸真実 （埼玉上尾）                  | 大村季色 （PFU）                         | 山下遥香 （PFU）                         | 鍋谷友理枝 （PFU）                       | 志摩美古都 （PFU）                       | 内瀬戸真実 （埼玉上尾）                  | 権田寛奈 （埼玉上尾）                    | 金田修佳 （岡山）                        | 山岸あかね （埼玉上尾）                  |
| 72 | 2024年 | 宮下遥 （岡山）                          | 中元南 （デンソー）                      | 石倉沙姫 （デンソー）                    | 宮下遥 （岡山）                          | 金田修佳 （岡山）                        | 中本柚朱 （岡山）                        | 中元南 （デンソー）                      | 石倉沙姫 （デンソー）                    | 濵松明日香 （久光）                      | 城戸陽菜 （岡山）                        |
| 73 | 2025年 | 本田凜 （筑波大学）                      | 早川京美 （浜松）                        | 馬場柚希 （金蘭会高）                    | 本田凜 （筑波大学）                      | 熊谷仁依奈 （筑波大学）                  | 大森咲愛 （筑波大学）                    | 若泉佳穂 （浜松）                        | 早川京美 （浜松）                        | 馬場柚希 （金蘭会高）                    | 岡日和 （金蘭会高）                      |

| 回 | 年   | クロッキー賞              |
| -- | ---- | ------------------------- |
| 54 | 2005 | 佐々木みき （パイオニア） |
| 55 | 2006 | 菅山かおる （JT）         |

## 放送
- 2001年までは、毎日放送制作・NET系列（1974年まで）→TBS系列（1975年から）にて準決勝（主に男子が第1試合、女子が第2試合）・決勝を放送していたが、2002年以降、 準決勝及び決勝戦はGAORAで中継され、決勝戦は毎日放送で深夜録画で放送される。概ねバレーボール世界選手権の日本における放映系列に沿っていた。2013年は編成の関係でMBSでの中継は当日（5月6日）深夜ではなく、大会終了から1週間後の5月12日深夜に録画中継された（GAORAは当日生中継）。
かつては三和総合金融グループが1984年から1995年まで冠スポンサーを務めたが、1996年にエルセラーン化粧品、1997年にJR西日本グループが冠スポンサーを務めた。1998年以降は冠スポンサーのない複数社提供となった。
- 2010年大会の解説者は、MBS子会社GAORAの中継を担当している佐々木太一（男子）や寺廻太と吉原知子（女子）が務め、決勝では全日本男子・女子それぞれの監督である植田辰哉と眞鍋政義が解説を行い、女子決勝では吉原がコート解説を担当した。男子決勝では同年引退した荻野正二（サントリーサンバーズ・コーチ）が（所属のサントリーが準決勝で敗退したため）急遽ゲスト解説として男子決勝に登場した。
- 実況はMBSの森本栄浩と馬野雅行が担当、かつては水谷勝海や金指誠も担当していた。リポーターは、かつて男子の試合を益子直美が担当していたが、現在は試合後のインタビュアーとして2009年に中京テレビから移籍してきた金山泉が準決勝を担当（中継スタッフのテロップにはリポーターと明記）、決勝は森本と馬野が担当した。2010年大会の準決勝は勝利者インタビューを行わず、放送席で試合回顧したのち放送終了となった。
- 2001年までは、製作局であるMBSの社旗とともにキー局であるTBSの社旗も体育館内に掲げられていたが、現在はMBSの社旗のみが掲げられている。
- 2022年からは毎日新聞デジタル内の特設サイト上で全試合ライブ配信を行っている。

## 大会マスコット
黒鷲をモチーフにした、「クロッキー君」をマスコットとしている。

## エピソード
- 2005年の第54回大会において、予選ラウンドの久光製薬 vs 東北福祉大学戦では、第2セットにおいて25-0で東北福祉大が1点も取れなかった珍事が起こった。このセットでは25本のサーブをすべて久光の先野久美子が打っていた。[11]
- 2014年、第63回大会にプレミアリーグのチームとして出場予定だった久光製薬が欠場を発表した[12]。同年4月17日-25日開催のAVCアジアクラブ選手権に出場し、結果次第で5月7日から開催される世界クラブ選手権の出場権を得る可能性があるためである[13]。また2015年大会も同様に欠場する。